# 航空艦隊
航空艦隊（こうくうかんたい、英: Air Fleet、独: Luftflotte）とは、軍隊における編制単位の一つ。

## 大日本帝国海軍
日本海軍では、航空母艦（空母）2隻以上もしくは基地航空隊2隊以上を例とした航空戦隊2隊以上で編成され、空母の戦隊による海上航空部隊と陸上基地航空隊による陸上基地航空部隊の二種類があった。
1941年1月、日本海軍初の航空艦隊として陸上基地航空部隊の第十一航空艦隊が編成され、4月に海上航空部隊の第一航空艦隊が編成されたが、その後の航空艦隊はいずれも陸上基地航空部隊であった。

### 第三航空艦隊
1944年7月10日新編、1945年10月15日解隊。本土防衛のため当初は関東、硫黄島陥落後は南九州を中心に展開し、硫黄島および沖縄への積極迎撃・艦船や機動部隊への攻撃・特攻及び本土防空を担当した。
編制
1944年7月10日、新編時の編制（連合艦隊所属）
- 直属
第210海軍航空隊（紫電・明治）・第343海軍航空隊（紫電改/松山。後に第五航空艦隊に編入）
第131海軍航空隊（艦爆、艦攻/松山）・第601海軍航空隊（艦上機部隊）・第1023海軍航空隊（輸送機）
- 第27航空戦隊
南方諸島海軍航空隊、関東海軍航空隊（基地）
第252海軍航空隊（艦戦/硫黄島）、第752海軍航空隊（陸攻/硫黄島）、第801海軍航空隊（飛行艇/横浜）

1945年3月1日、菊水作戦直前の編制（連合艦隊所属）
- 直属
第131海軍航空隊・第210海軍航空隊・第252海軍航空隊・第343海軍航空隊・第601海軍航空隊
第722海軍航空隊・第752海軍航空隊・第1023海軍航空隊、関東海軍航空隊
- 第27航空戦隊：南方諸島海軍航空隊・硫黄島警備隊

1945年6月1日、最終時の編制（連合艦隊所属）
- 直属
関東海軍航空隊・筑波海軍航空隊・第131海軍航空隊・第252海軍航空隊
第601海軍航空隊・第706海軍航空隊・第722海軍航空隊・第752海軍航空隊
- 第13航空戦隊
鈴鹿海軍航空隊・大井海軍航空隊・青島海軍航空隊・大和海軍航空隊、
第3岡崎海軍航空隊・峯山海軍航空隊・鹿島海軍航空隊・第2河和海軍航空隊
- 第53航空戦隊
第210海軍航空隊・豊橋海軍航空隊’名古屋海軍航空隊

歴代司令長官
1. 吉良俊一中将：1944年7月10日 -
2. 寺岡謹平中将：1944年11月11日 -
3. 山田定義中将：1945年8月26日 - 1945年10月1日

歴代参謀長
1. 三浦艦三大佐:1944年7月10日 - 1944年8月1日（戦病死）
2. 田口太郎大佐:1944年8月1日 - 1944年12月25日
3. 山澄忠三郎大佐:1945年1月1日 -
4. 高橋千隼大佐:1945年8月26日 - 1945年10月1日

### 第五航空艦隊
1945年2月10日新編、1945年10月20日解隊。本土防衛のため九州を中心に展開し、沖縄への積極迎撃・艦船や機動部隊への攻撃・特攻及び本土防空を担当した。終戦の詔勅が発表された直後に、宇垣長官が独断で特攻自決した。
編制
1945年2月10日、新編時の編制（連合艦隊所属）
- 直属
南西諸島海軍航空隊・九州海軍航空隊（基地防衛）
第203海軍航空隊（艦戦/笠之原）・第701海軍航空隊（陸攻/国分。九州沖航空戦直前に、彗星の2個攻撃飛行隊と天山の1個飛行隊からなる航空隊に変更）
第721海軍航空隊（桜花/鹿屋）・第762海軍航空隊（陸爆＝銀河）
第801海軍航空隊（飛行艇/横浜）・ 第1022海軍航空隊（輸送機）

1945年6月1日　最終時の編制（連合艦隊所属）
- 直属
西海海軍航空隊・山陰海軍航空隊・南西諸島海軍航空隊・詫間海軍航空隊
第171海軍航空隊・第634海軍航空隊・第701海軍航空隊・第721海軍航空隊
第762海軍航空隊・第801海軍航空隊・第931海軍航空隊
- 第12航空戦隊
徳島海軍航空隊・高知海軍航空隊・観音寺海軍航空隊・西條海軍航空隊
岩国海軍航空隊・築城海軍航空隊・博多海軍航空隊・諫早海軍航空隊
光州海軍航空隊・釜山海軍航空隊・天草海軍航空隊・福山海軍航空隊
- 第72航空戦隊
第203海軍航空隊・第332海軍航空隊・第343海軍航空隊・第352海軍航空隊
- 九州海軍航空隊
- 内海海軍航空隊
- 附属：第12・23陸上輸送隊

歴代司令長官
1. 宇垣纏中将：1945年2月10日 - 1945年8月15日（戦死）
2. 草鹿龍之介中将：1945年8月17日 - 1945年10月10日

歴代参謀長
1. 横井俊之大佐（後に少将）：1945年2月10日 - 1945年10月10日

### 第十航空艦隊
1945年3月1日新編、1945年10月10日解隊。練習連合航空隊を実戦部隊として使用するために編成された。
編制
1945年3月1日、新編時の編制（連合艦隊所属）
- 第11連合航空隊
  - 予科練：大和海軍航空隊
  - 初歩練（陸上機）：百里原海軍航空隊・谷田部海軍航空隊・神町海軍航空隊
  - 初歩練（陸上機）：第2郡山海軍航空隊・第三岡崎海軍航空隊、東京海軍航空隊
  - 初歩練（水上機）：鹿島海軍航空隊・北浦海軍航空隊・大津海軍航空隊・第2河和海軍航空隊
  - 実機練：筑波海軍航空隊（戦闘）・名古屋海軍航空隊（艦爆）・松島海軍航空隊（陸攻）・豊橋海軍航空隊（陸攻）

- 第12連合航空隊
  - 予科練：岩国海軍航空隊
  - 初歩練（陸上機）：光州航海軍空隊・観音寺海軍航空隊・釜山海軍航空隊
  - 初歩練（陸上機）：峰山海軍航空隊・西条海軍航空隊・諫早海軍航空隊
  - 初歩練（水上機）：詫間海軍航空隊・天草海軍航空隊・福山海軍航空隊
  - 実機練：宇佐海軍航空隊（攻撃）・大村海軍航空隊（総合）・博多海軍航空隊（攻撃）・築城海軍航空隊（総合）

- 第13連合航空隊
  - 予科練：霞ヶ浦海軍航空隊
  - 実機練：鈴鹿海軍航空隊（総合）・大井海軍航空隊（攻撃）・徳島海軍航空隊（攻撃）・青島海軍航空隊（攻撃）・高知海軍航空隊（攻撃）

1945年6月1日、最終時の編制（連合艦隊所属）
- 直属
霞ヶ浦海軍航空隊・東京海軍航空隊・第2郡山海軍航空隊・神町海軍航空隊
谷田部海軍航空隊・元山海軍航空隊・百里原海軍航空隊・松島海軍航空隊

歴代司令長官
1. 前田稔 中将：1945年3月1日 - 1945年10月1日

歴代参謀長
1. 山本親雄 少将：1945年3月1日 - 1945年5月25日
2. 神重徳 大佐：1945年6月20日 - 1945年9月15日（殉職、以後欠員）

### 第十二航空艦隊
1943年5月18日新編、1945年11月30日解隊。第五艦隊とともに北東方面艦隊を編制し、千島・樺太・北海道防衛のため千歳飛行場を中心に展開した。1943年末には一部がマーシャル諸島に前進したものの玉砕。北東方面艦隊解散後は連合艦隊直属となり大湊警備府司令部が兼任した。
編制
1943年8月5日　北東方面艦隊新設時の編制（北東方面艦隊所属）
- 第24航空戦隊：第531海軍航空隊（艦爆/千歳）・第752海軍航空隊（陸攻/ミレ島）
- 第27航空戦隊：第281海軍航空隊（艦戦/幌莚）・第452海軍航空隊（水戦/幌莚）・第801海軍航空隊（飛行艇/横浜）
- 第51航空戦隊：豊橋海軍航空隊（陸攻/練成）・厚木海軍航空隊（艦戦/練成）

1944年4月1日　戦時編制制度改定後の編制（北東方面艦隊所属）
- 第27航空戦隊：第252海軍航空隊・第452海軍航空隊・第752海軍航空隊・第801海軍航空隊
- 第51航空戦隊：第203海軍航空隊・第502海軍航空隊・第553海軍航空隊・第701海軍航空隊
- 千島方面根拠地隊
  - 第1駆逐隊：野風・波風・神風
  - 海上護衛艦隊：：石垣・国後・八丈
  - 第3魚雷艇隊
  - 第51警備隊
  - 第52警備隊
  - 第53警備隊
  - 占守通信隊
  - 第15輸送隊

- 附属：第41航空基地隊

1944年8月15日　マリアナ沖海戦後の編制（北東方面艦隊所属）
- 直属：第51航空戦隊：第203海軍航空隊・第502海軍航空隊・第553海軍航空隊・第701海軍航空隊
- 千島方面根拠地隊
  - 第1駆逐隊：野風・波風・神風
  - 国後・八丈・第3魚雷艇隊
  - 第51 - 53警備隊・占守通信隊・第15輸送隊

- 附属：第452海軍航空隊

1945年3月1日　菊水作戦直前の編制（連合艦隊所属）
- 直属：北東海軍航空隊
- 千島方面根拠地隊
  - 国後・八丈・占守・択捉・笠戸
  - 第3魚雷艇隊・快鳳丸
  - 第51 - 53・57警備隊・占守通信隊・第15特設輸送隊

1945年6月1日　最終時の編制（連合艦隊所属）
- 直属：北東海軍航空隊
- 千島方面根拠地隊
  - 第3魚雷艇隊
  - 第51 - 53・57警備隊・占守通信隊・第15特設輸送隊

司令長官
1. 戸塚道太郎中将：1943年5月18日 -
2. （兼）戸塚道太郎中将：1943年8月5日 -（※本務は北東方面艦隊司令長官）
3. （兼）後藤英次中将：1944年9月15日 - （※本務は北東方面艦隊司令長官）
4. 後藤英次中将：1944年12月5日 -
5. （兼）後藤英次中将：1945年2月15日 -（※本務は大湊警備府司令長官）
6. （兼）宇垣完爾中将：1945年3月15日 - 1945年10月1日（※本務は大湊警備府司令長官）

歴代参謀長
1. 一宮義之少将：1943年5月18日 -
2. （兼）一宮義之少将：1943年8月5日 -（※本務は北東方面艦隊参謀長）
3. 松本毅少将：1945年2月6日 -
4. （兼）鹿目善輔少将：1945年2月15日 - 1945年10月1日（※本務は大湊警備府参謀長）

### 第十三航空艦隊
1943年9月20日新編、1945年9月12日解隊。防空部隊を持たなかった南西方面艦隊の航空支援を担うために編制した。インドシナはツダウム、マレー半島はペナン、西インドネシアはスラバヤ、東インドネシアはアンボンを拠点として分散配置された。1945年2月5日に第十方面艦隊が編制されると、そのエアカバー部隊となって終戦まで細々と運用された。
編制
1943年9月20日、新編時の編制（南西方面艦隊所属）
- 直属：第732海軍航空隊（陸攻/豊橋）
- 第23航空戦隊：第202海軍航空隊（艦戦/ダバオ）・第381海軍航空隊（混成/バリクパパン）・第753海軍航空隊（陸攻/ケンダリー）
- 第28航空戦隊：第331海軍航空隊（艦戦/ビルマ）・第551海軍航空隊（艦攻/スマトラ）・第851海軍航空隊（飛行艇/マレー）

1944年4月1日、戦時編制制度改定後の編制（南西方面艦隊所属）
- 直属：第732海軍航空隊・第102 - 104航空基地隊
- 第23航空戦隊：第153海軍航空隊・第381海軍航空隊・第75海軍航空隊
- 第28航空戦隊：第331海軍航空隊・第705海軍航空隊・第851海軍航空隊

1944年8月15日、マリアナ沖海戦後の編制（南西方面艦隊所属）
- 第28航空戦隊：第331海軍航空隊・第705海軍航空隊・第851海軍航空隊
- 附属：第381海軍航空隊・第102・104航空基地隊

1945年3月1日、菊水作戦直前の編制（第十方面艦隊所属）
- 直属：馬来海軍航空隊・東印海軍航空隊
- 第23航空戦隊：濠北海軍航空隊
- 第28航空戦隊：第331海軍航空隊・第381海軍航空隊
- 附属：第11 - 13・31海軍航空隊

1945年6月1日、最終時の編制（第十方面艦隊所属）
- 直属：第31海軍航空隊・第381海軍航空隊・第936海軍航空隊
- 第28航空戦隊：馬来海軍航空隊・東印海軍航空隊・印支海軍航空隊

司令長官
1. （兼）高須四郎中将：1943年9月20日 -（※本務：南西方面艦隊司令長官）
2. （兼）三川軍一中将：1944年6月18日 -（※本務：南西方面艦隊司令長官）
3. （兼）大川内伝七中将：1944年11月1日 -（※本務：南西方面艦隊司令長官）
4. 田結穣中将：1945年1月8日 -
5. 福留繁中将：1945年1月13日 -
6. （兼）福留繁中将：1945年2月15日 -（※本務：第十方面艦隊司令長官）

歴代参謀長
1. （兼）多田武雄 少将：1943年9月20日 -（※本務：南西方面艦隊参謀長）
2. （兼）西尾秀彦 少将：1944年3月15日 -（※本務：南西方面艦隊参謀長）
3. （兼）有馬馨 少将：1944年11月1日 -（※本務：南西方面艦隊参謀長）
4. （兼）朝倉豊次 少将：1945年2月5日 - （※本務：第十方面艦隊参謀長。第一南遣艦隊参謀長を兼任）

### 第十四航空艦隊
1944年3月4日新編、同年7月18日解隊。第四艦隊とともに中部太平洋方面艦隊を編制し、テニアン島を拠点として内南洋各地に展開した。すでにトラック環礁やパラオ諸島は空襲のために基地機能は壊滅しており、ほとんどテニアンに貼り付けの状態であった。5月にはマリアナ海戦に備えて第一航空艦隊がテニアンに進出。その増強のためにすべての稼動機を譲渡し、僅か2ヶ月でテニアンの地上戦を待たずに戦闘力を完全に失った。サイパン島の陥落によって中部太平洋方面艦隊司令部が玉砕したことを機に、正式に解散した。
編制
1944年3月4日、新編時の編制（中部太平洋方面艦隊所属）
- 第22航空戦隊
第202海軍航空隊（艦戦/トラック）・第301海軍航空隊（艦戦/硫黄島）・第503海軍航空隊（艦爆/ヤップ）
第551海軍航空隊（天山/テニアン）・第755海軍航空隊（陸攻/テニアン）・第802海軍航空隊（飛行艇/ヤルート）
- 第26航空戦隊
第201海軍航空隊（艦戦/サイパン）・第501海軍航空隊（艦攻/サイパン）・第751海軍航空隊（陸攻/カビエン）
- 附属：秋津洲

司令長官
1. 中部太平洋方面艦隊司令長官兼任（全期間）※南雲忠一中将

歴代参謀長
1. 中部太平洋方面艦隊参謀長兼任（全期間）※矢野英雄少将

## ドイツ空軍

### 歴史
ドイツ空軍の最大の部隊編制として、航空艦隊（Luftflotte、ルフトフロッテ）が存在する 。第二次世界大戦時のドイツ空軍における航空艦隊は、空軍最高司令部（OKL）の直接指揮を受けていた。
ドイツ再軍備宣言後、1939年2月に第1から第3航空艦隊がそれぞれ航空集団司令部（Luftwaffengruppenkommando、ルフトヴァッフェングルッペン）から改編・編成された。第二次世界大戦勃発時には第1航空艦隊から第4航空艦隊までが編成されており、それぞれ国土の北東・北西・南西・南東に配置されていた。バトル・オブ・ブリテンには第2航空艦隊と第3航空艦隊が参戦し、北欧侵攻にともなってノルウェーをドイツ国防軍が占領すると、第5航空艦隊が配置された。また、東部戦線では第1航空艦隊と第4航空艦隊が陸軍支援を行った。1944年には本土防空を担当する帝国航空艦隊（Luftflotte Reich）が編成されている。

### 一覧
- 第1航空艦隊 (Luftflotte 1)
- 第2航空艦隊 (Luftflotte 2)
- 第3航空艦隊 (Luftflotte 3)
- 第4航空艦隊 (Luftflotte 4)
- 第5航空艦隊 (Luftflotte 5)
- 第6航空艦隊 (Luftflotte 6)
- 第10航空艦隊 (Luftflotte 10)：訓練部隊[4]
- 帝国航空艦隊 (Luftflotte Reich)[4]